# Elektronický oscilátor
Elektronický oscilátor je elektronický obvod, který produkuje periodický signál s různým průběhem. Elektronické oscilátory se používají mimo jiné jako časovače, zdroje slyšitelných kmitočtů a v rádiových vysílačích a přijímačích. Základem elektronického oscilátoru je LC nebo RC obvod.